# Benke László (politikus)
Benke László (Budapest, 1966. november 29. –) festőművész, harcművészeti oktató, önkormányzati képviselő, a jogi és közbiztonsági bizottság elnöke.

## Élete
Angyalföldön született. Iskolai tanulmányait is a kerületben végezte. Kereskedelmi és Vendéglátó ipari iskolában, felszolgálóként tanult. Gyermekkorában, több sportágban is aktív versenyzőként vett részt. Főiskolai tanulmányait a Testnevelési Főiskolán végezte, harcművészeti oktatóként.

### Politikai pályafutása
Politikai pályafutását 2008-ban kezdte, a Jobbik Magyarországért Mozgalomban. 2010-ben az önkormányzati választásokon képviselőjelöltként indult, a XIII. kerületben. 2011-ben a Jobbik XIII. kerületi alapszervezetének elnöke lett. 2012-ben a párt budapesti alelnökének választották. 2014-ben, mint országgyűlési képviselő-jelölt indult az április 6-ai választásokon. Ugyanebben az évben az önkormányzati választásokon polgármester-jelöltként mérettette meg magát. Képviselőként az önkormányzatban, a Jogi és Közbiztonsági bizottság elnöki tisztségét tölti be. Rövid országos hírnevet 2015 februárjában szerzett, amikor a XIII. kerület képviselő-testülete egy perces néma felállással emlékezett Schweitzer József nyugalmazott országos főrabbira, a kerület díszpolgárára. Benke ekkor tüntetően ülve maradt.

### Művészet
Benke László 1966. november 29. én született Budapesten. 44 éves korában kezdett festeni. Mindig is sokoldalú, a művészeteket kedvelő és művelő embernek tekintette magát. Kedvencei, a régi festők technikái. Csodálattal tekint a régi mesterek képeire, mint például: Johannes Vermeer, Willam Kalf, Rembrandt művészetére. Legszívesebben olajfestékkel készít festményeket, azonban nyitott a különböző érdekes anyagokra és technikákra is. Állandó tanulási vágya kiapadhatatlan, folyamatosan képzi magát. Több elkészült olajfestménye külföldön is megtalálható. Örömmel készít megrendelésre képeket. Alkotásainak kiindulópontja mindig a valóságos látvány, a természet szépsége, vagy az emberi kultúra értékei kimeríthetetlen forrást jelentenek az alkotáshoz. Nagyon szereti az állatportrékat, vadállatokat, lovakat, madarakat, a virágcsendéleteket, tájképeket és az érdekes, különleges mondanivalójú képeket. Festményeinek témája változatos. Egyedi látásmódjával igyekszik bemutatni sokszínűségét. Ha jól odafigyelünk, akkor láthatjuk, hogy előfordul a képeiben rejtett mondanivaló is, ami még izgalmasabbá teszi az alkotásait.